# Ripiphorus vierecki
Ripiphorus vierecki is een keversoort uit de familie waaierkevers (Rhipiphoridae). De wetenschappelijke naam van de soort is voor het eerst geldig gepubliceerd in 1907 door Fall.